# Траунфельнер, Петер
Петер Карл Траунфельнер (нем. Peter Carl Traunfellner; 20 октября 1930, Вена — 7 апреля 1975, Вена) — австрийский дирижёр и композитор. Отец Клавдиуса Траунфельнера.
Окончил Венскую академию музыки (1952), ученик Клеменса Крауса и Ханса Сваровски, занимался также теорией у Альфреда Уля и фортепиано у Виктора Эбенштайна, изучал музыковедение и германистику в Венском университете. В 1953 г. выиграл Безансонский международный конкурс молодых дирижёров.
В 1952—1957 гг. работал в театре Граца, затем жил в Вене, концертировал как дирижёр и пианист, занимался композицией. В 1961—1963 гг. директор Кабульской консерватории. По возвращении в Австрию преподавал в Вене.
Автор симфонии (1958), концерта для четырёх флейт, фортепиано, вибрафона и контрабаса с оркестром (1960), кантаты «Австрия» (1965), хоровых сочинений, музыки к спектаклям и кинофильмам.